# Yassine Benzia
Yassine Benzia (arabisch ياسين بنزية, DMG Yāsīn Binziyya; * 8. September 1994 in Saint-Aubin-lès-Elbeuf, Frankreich) ist ein französischer Fußballspieler algerischer Herkunft.

## Karriere

### Olympique Lyon
Benzia kam 2010 in die Jugendakademie von Olympique Lyon. Zuvor spielte er für einige kleinere Vereine. Am 27. Oktober 2011 unterschrieb er seinen ersten Profivertrag, der für drei Jahre dotiert ist.
Am 20. Mai 2012 machte er sein Pflichtspieldebüt gegen den OGC Nice.
Für die Saison 2012/13 war er Bestandteil des Profikaders. In der Ligue 1 kam er lediglich zu Kurzeinsätzen in der Schlussphase der Spiele. Eine größere Rolle spielte er für Lyon in der UEFA Europa League. Gegen Hapoel Ironi Kirjat Schmona machte er am 4. Oktober 2012 seine erste internationale Partie, als er in der 54. Minute für Clément Grenier eingewechselt wurde. In den Spielen der Gruppenphase der Europa League gegen Sparta Prag am 22. November 2012 und im Rückspiel gegen Hapoel Schmona am 6. November 2012 schoss er jeweils ein Tor.
Im Sommer 2015 wechselte Benzia für die Ablöse von einer Million Euro zum Ligarivalen OSC Lille. Dort brachte er es in seinen ersten beiden Spielzeiten auf jeweils 25 Ligaeinsätze, in der Saison 2017/18 kam er auf 31 Spiele, in denen er ein Tor erzielte. In der Saison 2018/19 spielte er leihweise für den türkischen Erstligisten Fenerbahce Istanbul, der zudem eine Kaufoption besaß. Ein Jahr später wurde er an den griechischen Spitzenklub Olympiakos Piräus verliehen, für den er erstmals in seiner Karriere in der Champions League auflief.
Im Januar 2020 kehrte Benzia nach Frankreich zurück und wechselte zum FCO Dijon. Der Verein befand sich zu diesem Zeitpunkt in Abstiegsgefahr. Anfang Mai 2020 wurde die Saison wegen der COVID-19-Pandemie abgebrochen, über eine Quotientenregelung gelang dem Tabellensiebzehnten Dijon noch der Klassenerhalt. In der Folgesaison, in der Benzia auf gerade einmal sieben Einsätze kam, stieg Dijon als abgeschlagener Tabellenletzter ab.
Im Februar 2022 wechselte er schließlich leihweise für ein halbes Jahr in die Türkei zu Hatayspor.
Am 26. Januar 2023 unterschrieb Benzia einen Vertrag bei Qarabağ mit einer Laufzeit bis zum 30. Juni 2025. Am 11. Juni 2025 wurde Benzias ausgelaufener Vertrag mit Qarabağ nicht verlängert und er hat den Verein verlassen.

### Nationalmannschaft
Ab der U-16 durchlief er sämtliche Juniorennationalmannschaften von Frankreich. Später entschied sich Benzia, künftig für die algerische Nationalmannschaft aufzulaufen.

## Erfolge
Olympique Lyon
- Französischer Supercupsieger: 2012

Olympiakos Piräus
- Griechischer Pokalsieger: 2020